# Хосе Гомес Мастельєр
Хосе Гомес Мастельєр (ісп. Jose Gomez Mustelier, нар. 28 січня 1959 в Коломбіа, Куба) — кубинський боксер, олімпійський чемпіон 1980.

## Спортивна кар'єра
Першого серйозного успіху на ринзі досяг у 1977 році, здобувши перемогу на чемпіонаті Центральної Америки і Карибського басейну. У 1978 році став чемпіоном Куби, повторивши цей успіх в подальшому 4 рази. В тому ж 1978 році став чемпіоном світу.
- У 1/8 фіналу пройшов без бою Матунга Есадег (Ліберія)
- У чвертьфіналі переміг Філа Макелвейна (Австралія) — 4-1
- У півфіналі переміг Слободана Качара (Югославія) — RSC 2
- У фіналі переміг Тармо Уусівірта (Фінляндія) — 5-0

1979 року, здобувши три перемоги, став чемпіоном Панамериканських ігор. Завдяки вдалим виступам здобув право захищати честь країни на Олімпійських іграх 1980 в Москві, де завоював золоту медаль.
- В 1/8 фіналу переміг Енок Чаму (Замбія) — 3-2
- У чвертьфіналі переміг Йенг Бонг-Муна (Північна Корея) — КО2
- У півфіналі переміг Валентина Силагі (Румунія) — 5-0
- У фіналі переміг Віктора Савченка (СРСР) — 4-1

1981 року, здобувши три перемоги, завоював золоту медаль на Кубку світу.